# Condado de Clarke (Iowa)

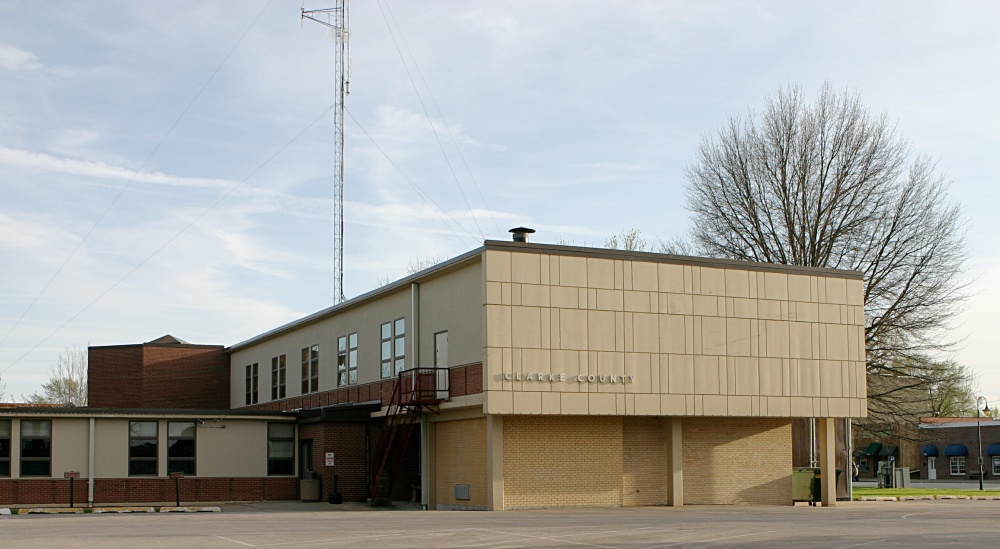
Tribunal do condado de Clarke em Osceola, Iowa

O Condado de Clarke é um dos 99 condados do estado norte-americano de Iowa. A sede do condado é Osceola, que é também a sua maior cidade. O condado tem uma área de 1118 km² (dos quais 1 km² está coberto por água), uma população de 9133 habitantes, e uma densidade populacional de 6 hab/km² (segundo o censo nacional de 2000). O condado foi fundado em 1846 e recebeu o seu nome em homenagem a James Clarke (1812-1850) que foi governador do Território do Iowa.